# Mariam Chanturia
Mariam Chanturia (en georgiano: მარიამ ჭანტურია, 7 de junio de 2000) es una deportista georgiana que compite en judo. Ganó una medalla de oro en el Campeonato Europeo de Judo por Equipo Mixto de 2021.

## Palmarés internacional
| Campeonato Europeo por Equipo Mixto | Campeonato Europeo por Equipo Mixto | Campeonato Europeo por Equipo Mixto | Campeonato Europeo por Equipo Mixto |
| Año                                 | Lugar                               | Medalla                             | Categoría                           |
| ----------------------------------- | ----------------------------------- | ----------------------------------- | ----------------------------------- |
| 2021                                | Ufá (Rusia)                         | Medalla de oro                      | Equipo mixto                        |